# Coreia do Sul nos Jogos Olímpicos de Inverno de 1972
A Coreia do Sul participaram dos Jogos Olímpicos de Inverno de 1972, realizados em Sapporo, no Japão.